# Amicia micrantha
Amicia micrantha är en ärtväxtart som beskrevs av Carl Ernst Otto Kuntze. Amicia micrantha ingår i släktet Amicia och familjen ärtväxter. Inga underarter finns listade i Catalogue of Life.